# Melicucco
Melicucco és un comune (municipi) de la Ciutat metropolitana de Reggio de Calàbria, a la regió italiana de Calàbria, situat a uns 70 km al sud-oest de Catanzaro i a uns 50 km al nord-est de Reggio de Calàbria. A 1 de gener de 2019 la seva població era de 5.007 habitants.
Melicucco limita amb els municipis següents: Anoia, Cittanova, Feroleto della Chiesa, Polistena i Rosarno.